# Чириков, Лев Николаевич
Лев Николаевич Чириков — советский деятель органов госбезопасности, генерал-майор.

## Биография
Родился в 1924 году в селе Мокшан. Член КПСС.
В 1940—1942 гг. — слесарь на оборонном заводе, студент Саратовского автодорожного института, землекоп оборонительных сооружений.
Участник Великой Отечественной войны: военный цензор, оперативный работник, сотрудник опергруппы НКГБ в Румынии
В 1944—1968 гг. — сотрудник органов госбезопасности в Белорусской ССР.
В 1968—1970 гг. — начальник УКГБ при СМ Белорусской ССР по Витебской области.
В 1970—1974 гг. — начальник 7-го отдела 5-го Управления КГБ при СМ СССР.
В 1974—1979 гг. — Председатель КГБ при СМ Башкирской АССР.
В 1979—1984 гг. — заместитель, 1-й заместитель начальника 5-го Управления КГБ при СМ СССР.
Делегат XXV съезда КПСС.
Умер в 1984 году в Москве.

## Награды
- Орден Октябрьской Революции
- Орден Трудового Красного Знамени
- Орден Красной Звезды